# Meister der Einbandkunst
Meister der Einbandkunst (abgekürzt MDE) heißt eine im Jahr 1923 gegründete Vereinigung von Buchbindern für künstlerischen Handeinband mit Sitz in Aachen.

## Geschichte
Die Vereinigung war eine Abspaltung des 1912 in Leipzig gegründeten Jakob Krauße-Bundes der deutschen Kunstbuchbinder. Zu den Gründungsmitgliedern zählten u. a. Otto Dorfner, Otto Pfaff, Franz Weiße und Ignatz Wiemeler. Dorfner war ab 1928 Vorsitzender des Bunds.
Der MDE überflügelte sehr bald den noch bis 1931 weiterbestehenden Jakob Krauße-Bund an Mitgliederzahl. Im Jahr 1937 sah sich der MDE zur Selbstauflösung gezwungen, da er sich der nationalsozialistischen Gleichschaltung nicht beugen wollte. Am 8. Juni 1951 kam es zur Neugründung. Seit 1964 trägt der MDE den Namenszusatz „Internationale Vereinigung“.

## Archiv
Die Universitäts- und Landesbibliothek Münster betreut seit 1976 das Archiv, das neben Akten, Fotos, Briefen usw. eine Sammlung von Fachbüchern besitzt. Besonders wertvoll ist die zum Archiv gehörende Sammlung von Handeinbänden.